# Bitwa morska w Zatoce List
Bitwa morska w Zatoce List miała miejsce w roku 1644 w trakcie wojny duńsko-szwedzkiej (1643–1645).
W roku 1644 flota duńska króla Chrystiana IV w liczbie 9 okrętów, popłynęła ku Zatoce List naprzeciwko nadciągającej z pomocą wojskom szwedzkim, flotylli holenderskiej admirała Maartena Thijsena (30 małych okrętów). Po zablokowaniu zatoki przez Duńczyków, Holendrzy podjęli próbę przedarcia się przez linie duńskie. Trzecia próba floty holenderskiej ostatecznie zakończyła się sukcesem, jednakże uszkodzenia okrętów były zbyt duże, co uniemożliwiło wysadzenie desantu na wyspach duńskich.